# Ванз
Ва́нз — коммуна в Валлонии, расположенная в провинции Льеж, округ Юи. Принадлежит Французскому языковому сообществу Бельгии. На площади 43,95 км² проживают 12 694 человека (плотность населения — 289 чел./км²), из которых 48,36 % — мужчины и 51,64 % — женщины. Средний годовой доход на душу населения в 2003 году составлял 12 319 евро.
Почтовый код: 4520. Телефонный код: 085.